# Mangostan
Mangostan (znanstveno ime Garcinia mangostana), znan tudi kot škrlatni mangostan, je tropsko zimzeleno drevo z užitnimi sadeži, ki izvira iz tropskih dežel okoli Indijskega oceana. Njegov izvor je negotov zaradi razširjenega prazgodovinskega gojenja. Raste predvsem v jugovzhodni Aziji, jugozahodni Indiji in drugih tropskih območjih, kot sta Kolumbija in Portoriko, kamor je bilo drevo zanešeno. Drevo zraste od 6 do 25 metrov visoko. Sadje mangostana je sladko in pikantno, sočno, nekoliko vlaknato, z vezikli, napolnjenimi s tekočino (kot meso agrumov), z neužitno, globoko rdečkasto vijolično obarvano skorjo (eksokarp), ko je zrel. V vsakem sadežu je dišeče užitno meso, ki obdaja vsako seme, botanično endokarp, tj. notranja plast jajčnika. Semena so podobne velikosti in oblike kot mandlji.
Mangostan spada v isti rod kot drugi, manj poznani sadeži, kot sta mangostan (G. prainiana) ali charicuelo (G. madruno).

## Zgodovina
Mangostan je rastlina, ki izvira iz jugovzhodne Azije. Je zelo cenjen zaradi svoje sočne, nežne teksture in rahlo sladkega in kislega okusa in so ga že od antičnih časov gojili v Maleziji, na Borneu, Sumatri, celinski jugovzhodni Aziji in na Filipinih. Kitajski zapis Yingya Shenglan iz 15. stoletja opisuje mangostan kot mang-či-ših (izpeljan iz malajskega mangija), avtohtono rastlino jugovzhodne Azije z belim mesom prijetnega sladko-kislega okusa.
Opis mangostana je Carl Linnaeus leta 1753 vključil v Species Plantarum. Mangostan je bil uveden v angleške rastlinjake leta 1855. Kasneje je bila njegova kultura uvedena na zahodno poloblo, kjer se je uveljavila na otokih Zahodne Indije, zlasti na Jamajki. Kasneje je bil zanešen na celinsko Ameriko v Gvatemali, Hondurasu, Panami in Ekvadorju. Drevo mangostana na splošno ne raste dobro izven tropskih območij.
V jugovzhodni Aziji je mangostan splošno znan kot kraljica sadja in ga pogosto povezujejo z durianom, kraljem sadja. V kitajski terapiji s hrano velja mangostan za »hladilo«, zaradi česar je dobra protiutež »vročemu« durianu. Obstaja tudi legenda o kraljici Viktoriji, ki je ponudila nagrado 100 funtov sterlingov vsakomur, ki bi ji dostavil sveže sadje. Čeprav je to legendo mogoče izslediti do objave raziskovalca sadja Davida Fairchilda iz leta 1930, ni podprta z nobenim znanim zgodovinskim dokumentom.
Novinar in gurman R. W. Apple mlajši je nekoč o sadju dejal: »Nobeno drugo sadje zame ni tako navdušujoče, opojno slastno ... Raje bi ga pojedel kot vročo sladico, kar za velikega fanta iz Ohia pove veliko.« Od leta 2006 so bila zasebna naročila majhnih količin sadja, pridelanega v Portoriku, prodana ameriškim specializiranim živilskim trgovinam in gurmanskim restavracijam, ki strežejo meso kot delikatesno sladico.

## Razmnoževanje, gojenje in obiranje
Mangostan se običajno razmnožuje s sadikami. Vegetativno razmnoževanje je težavno, sadike pa so močnejše in rodijo prej kot vegetativno razmnožene rastline.
Mangostan proizvede neposlušno seme, ki ni strogo definirano pravo seme, temveč je opisano kot jedrni nespolni zarodek. Ker tvorba semena ne vključuje oploditve, je sadika genetsko enaka matični rastlini. Če pustimo, da se posuši, seme hitro odmre, če pa je namočeno, seme kali med 14 in 21 dnevi, ko lahko rastlino hranimo v drevesnici približno 2 leti in raste v majhnem lončku.
Ko so drevesa visoka približno 25–30 cm, jih presadimo na njivo na razdaljo 20–40 m. Po sajenju njivo mulčimo, da zatremo plevel. Presajanje poteka v deževnem obdobju, ker je verjetno, da bodo mlada drevesa poškodovana zaradi suše. Ker mlada drevesa potrebujejo senco, je učinkovito medsebojno gojenje z listi banan, rambutana, duriana ali kokosa. Kokosove palme se večinoma uporabljajo na območjih z dolgo sušno dobo, saj palme zagotavljajo senco tudi zrelim drevesom mangostana. Druga prednost vmesnega posevka pri gojenju je zatiranje plevela.
Rast dreves se upočasni, če je temperatura nižja od 20 °C. Idealno temperaturno območje za gojenje in pridelavo sadja je 25–35 °C z relativno vlažnostjo nad 80 %. Najvišja temperatura je 38–40 °C, pri čemer so tako listi kot plodovi dovzetni za sončne opekline, medtem ko je najnižja temperatura 3–5 °C. Mlade sadike imajo raje visoko stopnjo sence, zrela drevesa pa so odporna na senco.
Drevesa mangostana imajo šibak koreninski sistem in imajo raje globoka, dobro odcedna tla z visoko vsebnostjo vlage, pogosto rastejo na rečnih bregovih. Niso prilagojena na apnenčasta tla, peščena, aluvialna tla ali peščena tla z nizko vsebnostjo organskih snovi. Drevesa mangostana potrebujejo dobro porazdeljeno količino padavin skozi vse leto (<40 mm/mesec) in 3–5 tedensko suho sezono.
Drevesa so občutljiva na razpoložljivost vode in uporabo gnojil, ki se povečujejo s starostjo dreves, ne glede na regijo. Zorenje plodov traja 5–6 mesecev, obiranje pa poteka, ko so perikarpi vijolični.

### Razmnoževanje
Pri žlahtnjenju trajnega mangostana sta izbira podlage in cepljenje pomembni vprašanji za premagovanje omejitev pridelave, nabiranja ali sezonskosti. Večina genskih virov za vzgojo je v zbirkah zarodne plazme, medtem ko se nekatere divje vrste gojijo v Maleziji in na Filipinih. Metode konzerviranja so bile izbrane, ker skladiščenje semen v posušenih in nizkotemperaturnih pogojih ni bilo uspešno.
Zaradi dolgega obdobja, dokler drevesa ne obrodijo sadja, in dolgih posledičnih ciklov razmnoževanja se vzgoja mangostana ni izkazala za privlačno za presajanje ali raziskave. Cilji vzgoje, ki lahko povečajo proizvodnjo so:
- Odpornost na sušo, zlasti občutljivost na sušo v prvih petih letih po kalitvi
- Drevesna arhitektura za izdelavo drevesa s pravilno in piramidasto krošnjo
- Kakovost sadja, vključno z i) premagovanjem sestavin grenkega okusa, ki jih povzročajo spremembe v mezgi, perikarpu ali plodu, in ii) pokanjem perikarpa, ki je posledica prekomernega vnosa vode
- Podlaga za boljšo prilagoditev na sušo in močan razvoj v zgodnjih letih rasti

### Donos
Drevesa lahko obrodijo že v 6 letih, vendar lahko potrebujejo 12 ali več let, odvisno od podnebja in metod gojenja. Pridelek je spremenljiv, odvisen od podnebja in starosti drevesa. Če mlado drevo prvič rodi, lahko pridela 200–300 plodov, medtem ko je v zrelosti povprečno 500 plodov na sezono. Pri starosti od 30 do 45 let v polni zrelosti lahko vsako drevo obrodi do 3000 sadežev, pri čemer drevesa, stara do 100 let, še vedno obrodijo.

### Regionalna produkcija
Večja proizvodnja poteka v jugovzhodni Aziji, predvsem na Tajskem kot državi z največ zasajenimi površinami, ocenjenimi na 4000 ha leta 1965 in 11.000 ha leta 2000, kar daje skupni pridelek 46.000 ton. Indonezija, Malezija in Filipini so druge pomembne azijske proizvajalke. Proizvodnja mangostana uspeva tudi v Portoriku. 

## Drevo in sadež
Mangostan je tropsko drevo in ga je treba gojiti v stalno toplih razmerah, saj dolgotrajna izpostavljenost temperaturam pod 0 °C običajno ubije zrelo rastlino. Znano je, da si precej dobro opomorejo po kratkotrajnih hladnih obdobjih, pri čemer pogosto poškodujejo le mladice. Izkušeni vrtnarji so to vrsto gojili na prostem in jo obrodili na skrajnem jugu Floride.
Mlad plod, ki ne potrebuje oploditve za nastanek, se najprej pojavi kot bledo zelen ali skoraj bel v senci krošnje. Ko se plod v naslednjih dveh do treh mesecih poveča, se barva eksokarpa poglobi v temnejšo zeleno. V tem obdobju se plod poveča, dokler njegov eksokarp ne doseže zunanjega premera 6–8 cm in ostane trd do končne, nenadne faze zorenja.
Podpovršinska kemija eksokarpa mangostana obsega vrsto polifenolov, vključno s ksantoni in tanini, ki zagotavljajo trpkost, ki odvrača od napadov žuželk, gliv, rastlinskih virusov, bakterij in plenilcev živali, medtem ko je sadež nezrel. Spremembe barve in mehčanje eksokarpa so naravni procesi zorenja, ki nakazujejo, da je sadje mogoče jesti in da so semena končala z razvojem.
Ko se plod v razvoju preneha širiti, se sinteza klorofila upočasni, ko se začne naslednja barvna faza. Pigmentacija eksokarpa, ki je sprva progasta z rdečo, prehaja iz zelene v rdečo v temno vijolično, kar kaže na končno stopnjo zorenja. Celoten postopek poteka v obdobju desetih dni, ko je užitna kakovost sadja najvišja. V dneh po odstranitvi z drevesa eksokarp otrdi do stopnje, ki je odvisna od ravnanja po obiranju in pogojev shranjevanja v okolju, zlasti ravni relativne vlažnosti. Če je vlažnost okolja visoka, lahko strjevanje eksokarpa traja teden ali dlje, ko je kakovost mesa vrhunska in odlična za uživanje. Vendar pa se lahko po več dodatnih dneh skladiščenja, zlasti če ni v hladilniku, meso v sadežu pokvari brez očitnih zunanjih znakov. Uporaba trdote skorje kot pokazatelja svežine v prvih dveh tednih po obiranju je zato nezanesljiva, ker skorja ne razkriva natančno notranjega stanja mesa. Če je eksokarp mehak, kot je, ko je zrel in svež z drevesa, je sadje običajno dobro.
Užitni endokarp ima enako obliko in velikost kot mandarina s premerom 4–6 cm, vendar je bel. Število delov ploda natančno ustreza številu režnjev brazde na zunanjem vrhu; temu primerno večje število mesnatih segmentov ustreza tudi najmanjšemu številu semen. Krog klinastih segmentov vsebuje 4–8, redkeje 9 segmentov, večji vsebujejo apomiktična semena, ki niso okusna, razen če so pražena. Kot sadje, ki ni klimakterično, obrani mangostan ne dozoreva naprej, zato ga je treba zaužiti kmalu po obiranju.
Meso, ki ga pogosto opisujejo kot subtilno poslastico, ima izjemno blago aromo, saj ima kvantitativno približno 1/400 kemičnih sestavin dišečega sadja, kar pojasnjuje njegovo relativno mehkobo. Glavne hlapne sestavine z notami karamele, trave in masla kot del dišave mangostana so heksil acetat, heksenol in α-kopaen.

## Hranilna vrednost
Endokarp – beli del sadeža z blagim okusom – je užiten, vendar je njegova vsebnost hranil skromna, saj imajo vsa analizirana hranila nizek odstotek dnevne vrednosti.

## Uporaba

### V kulinariki
Brez zaplinjevanja ali obsevanja (da bi uničili azijsko rastlinojedo muho) je bilo sveže mangostane nezakonito uvažati v Združene države do leta 2007. Po izvozu iz naravnih rastočih območij v jugovzhodni Aziji (zlasti s Tajske) je sveže sadje sezonsko na voljo na nekaterih lokalnih trgih v Severni Ameriki, na primer v kitajskih četrtih. Mangostane so v zahodnih državah na voljo sveže, konzervirane in zamrznjene. Sadje lahko postrežemo kot sladico ali pa ga pripravimo v marmelade. V Vietnamu se zrelo sadje uporablja tudi kot sestavina solate.
Pred zorenjem je lupina mangostana vlaknata in čvrsta, vendar postane mehka in jo je enostavno odpreti, ko sadež dozori. Če se želi odpreti mangostan, se lupino zareže z nožem, s palcema nežno zabode vzdolž zareze, dokler ne poči, in nato potegne narazen, da se pokaže sadež. Druga možnost je, da se mangostan odpre brez noža, tako da se stisne lupino z dna, dokler se ne zlomi, kar omogoča, da se lupino odstrani in sadje poje nedotaknjeno s pecljem. Občasno lahko med lupljenjem zrelega sadja škrlatni eksokarpni sok obarva kožo ali tkanino.

### V tradicionalni medicini
Različni deli rastline imajo zgodovino uporabe v tradicionalni medicini, večinoma v jugovzhodni Aziji; morda so ga uporabljali za zdravljenje kožnih okužb, ran, dizenterije, okužb sečil in prebavnih težav, čeprav ni kakovostnih kliničnih dokazov za katerega koli od teh učinkov.
Posušeno sadje se pošilja v Singapur za predelavo za medicinske namene, ki lahko vključujejo grižo, kožne bolezni in različne druge manjše bolezni v več državah po Aziji. Ni zanesljivih dokazov, da so sok, pire, lubje ali izvlečki mangostana učinkoviti pri zdravljenju človeških bolezni.

### Naravno barvilo
Izvleček olupkov mangostana se v Indoneziji tradicionalno uporablja kot naravno barvilo za barvanje rjavih, temno rjavih, vijoličastih ali rdečih odtenkov, ki se nanašajo na tenun ikat in batik tekstil.

### Drugo
Vejice mangostana so v Gani uporabljali kot palčke za žvečenje, na Tajskem pa so les uporabljali za izdelavo sulic in omaric. Lupino sadeža so na Kitajskem uporabljali tudi za strojenje usnja.

## Fitokemikalije
Lupina mangostana vsebuje ksantonoide, kot je mangostin in druge fitokemikalije. Polisaharide in ksantonske spojine najdemo v plodovih, listih in srčiki mangostina. Popolnoma zrelo sadje vsebuje ksantone, gartanin, 8-dizoksigartanin in normangostin.